# Greenfields
Greenfields es un lugar designado por el censo ubicado en el condado de Berks en el estado estadounidense de Pensilvania. En el año 2010 tenía una población de 1.170 habitantes.

## Geografía
Greenfields se encuentra ubicado en las coordenadas 40°21′47″N 75°57′22″O / 40.36306, -75.95611.. Según la Oficina del Censo de los Estados Unidos, Greenfields tiene una superficie total de 0,75 mi² (1,9 km²), de la cual 0,73 mi² (1,9 km²) corresponden a tierra firme y 0,02 mi² (0,1 km²) es agua.